# 仙履奇緣2：美夢成真
《仙履奇緣2：美夢成真》（英語：Cinderella II: Dreams Come True），由美國的華特迪士尼製作、於2002年2月23日以錄影帶首映方式發行的電腦動畫電影。它是1950年的電影《仙履奇緣》的平行續集。 這部電影的双碟版DVD已经分别由中录德加拉、博伟在中国大陆以及台湾发行。

## 故事內容
此續集主要接續前作講灰姑娘美夢成真後的短篇故事，三篇故事以不同的方式強調快樂做自己的重要。故事開始於仙杜瑞拉的老鼠朋友們想要做一本書送給仙杜瑞拉。
第一篇：
仙杜瑞拉和王子在度新婚蜜月回來城堡後，國王為了測試仙杜瑞拉是否能夠擔任王妃的責任，他要求她在自己和王子出遊回來前要籌備好皇家舞會，並請宮廷的女管家普露登絲協助她學習。普露登絲是傳統且嚴格講究規矩的管家，她教仙杜瑞拉許多皇宮規矩和嚴格的禮儀，起初仙杜瑞拉都盡力配合學習成為王妃的規矩，但是她發現這些規則並不全是她喜歡的。後來仙杜瑞拉在她的老鼠好友們的安慰與商討後，她發現自己在適應太過於嚴格的規矩中變得不像原本的自己，因為她知道王子當初愛的人是原本的自己。因此仙杜瑞拉決定做回自己並用她的方式來籌辦皇家舞會，她在老鼠們的協助下修改皇宮的規矩並以新的方式舉辦舞會使國王與王子都很滿意。
第二篇：
自仙杜瑞拉成為王妃並在有很多傭人的服侍後，老鼠們發現仙杜瑞拉不再需要他們而感到沮喪。傑克想幫忙卻總是搞砸，覺得一切都是因為老鼠太小的關係，希望自己能變大，變成人類就能幫助仙杜瑞拉，神仙教母聽到傑克的心願變將他變成人類。但仙杜瑞拉和他的老鼠朋友們都不認得變成人類後的傑克，傑克不知該怎麼以人類的方式幫忙，而且許多老鼠的習慣還是改不掉，例如仍然很怕貓，所以還是幫不上忙。在仙杜瑞拉籌備的春季慶典上，因人類傑克越幫越忙，驚嚇到國王騎的大象，而能阻止大象的只有老鼠，因此傑克拜託神仙教母將他變回，最後終於以自己（老鼠）的方式幫助仙杜瑞拉。
第三篇：
仙杜瑞拉在一次舉辦舞會中邀請全鎮的人去參加，仙杜瑞拉的繼母崔梅恩夫人要崔西里亞與安泰西亞到鎮上採購新服裝與珠寶，好讓她們在舞會上找到理想的迎親對象（像是高官、爵士等貴族）。但安泰西亞卻愛上麵包師，正好也上街買東西的仙杜瑞拉看到兩人的邂逅，決定幫助安泰西亞。仙杜瑞拉帶安泰西亞到城堡打扮並希望能幫助她告白成功。從小被教導外表決定一切的安泰西亞喜歡過度的打扮和珠寶，即使打扮的再漂亮，安泰西亞還是沒信心，因為母親不允許她和麵包師在一起，但仙杜瑞拉卻教她最重要的是保持微笑並遵循自己的心。事後安泰西亞偷溜出家打算邀請麵包師擔任舞會男伴，兩人相會被崔梅恩夫人發現且極力反對，但最終安泰西亞反抗母親的命令為自己做決定來追尋自己想要的幸福。安泰西亞和麵包師出席舞會並感謝仙杜瑞拉的幫忙。
最終在神仙教母的小幫助下，老鼠們終於完成這本書並送給仙杜瑞拉，大家一起聽仙杜瑞拉唸故事。

## 配音員
| 配音                     | 配音                 | 配音                               | 配音                                                     | 角色                                  |
| 英語                     | 國語                 | 粵語                               | 大陆国语                                                 | 角色                                  |
| ------------------------ | -------------------- | ---------------------------------- | -------------------------------------------------------- | ------------------------------------- |
| 珍妮弗·哈爾              | 王華怡               | 杜雯惠                             | 白雪                                                     | 仙度瑞拉（Cinderella）                |
| 克里斯多弗·丹尼爾·巴尼斯 | 柳超堅               | 劉昭文                             | 金永钢                                                   | 白馬王子（Prince Charming）           |
| 羅伯·保羅森              | 姜先誠               | 關信培                             |                                                          | 傑克（Jaq）                           |
| 羅伯·保羅森              | 姜先誠               | 關信培                             | 任爵士（Sir Hugh）                                       |                                       |
| 羅伯·保羅森              | 姜先誠               | 伯特（Bert）                       |                                                          |                                       |
| 羅伯·保羅森              | 洪明                 | 羅君左                             |                                                          | 公爵（Grand Duke）                    |
| 羅伯·保羅森              | 吳文民               | 李建良                             |                                                          | 麵包師（The Baker）                   |
| 羅伯·保羅森              | 謝文德               |                                    |                                                          | 賣花商（Flower Vendor）               |
| 科瑞·波頓                | 李英立               | 吳錦源                             |                                                          | 葛斯（Gus）                           |
| 哈蘭德·泰勒              | 孫若瑜               | 龍寶鈿                             |                                                          | 普露登絲（Prudence）                  |
| 法蘭克·華爾克            | 使用原音             | 使用原音                           |                                                          | 魯斯佛（Lucifer）                     |
| 法蘭克·華爾克            | 使用原音             | 使用原音                           |                                                          | 龐龐（Pom-Pom）                       |
| 法蘭克·華爾克            | 使用原音             | 使用原音                           |                                                          | 布魯諾（Bruno）                       |
| 崔西·馬可尼爾            | 林芳雪               | 莫蒨茹                             |                                                          | 安泰西亞·崔梅恩（Anastasia Tremaine） |
| 露西·泰勒                | 崔幗夫               | 謝月美                             | 晏积瑄                                                   | 神仙教母（Fairy Godmother）           |
| 露西·泰勒                | 劉小芸               | 黃鳳瓊                             |                                                          | 崔西里亞·崔梅恩（Drizella Tremaine）  |
| 露西·泰勒                | 王彬                 | 郭碧珍                             |                                                          | 瑪麗（Mary Mouse）                    |
| 露西·泰勒                | 王彬                 | 郭碧珍                             | 黛芙妮（Daphne）                                         |                                       |
| 露西·泰勒                | 鄭仁麗               | 凌紹安                             |                                                          | 碧翠絲（Beatrice）                    |
| 苏珊·布莱克史利          | 鄭仁麗               | 梁珊                               | 王博                                                     | 崔梅恩夫人（Lady Tremaine）           |
|                          | 佟紹宗               | 李忠強                             | 张瑶函                                                   | 國王（The King）                      |
|                          | 姜瑰瑾 陳季霞 蕭蔓萱 | 陳安瑩 高少華 陳美鳳 曹潔敏 楊淑貞 | 梁颖 刘秀云 张杰 高增志 刘真平 张云明 齐克健 邓小鸥 李欣 |                                       |

## 外部連結
- 互联网电影数据库（IMDb）上《仙履奇緣2：美夢成真》的资料（英文）
- 爛番茄上《仙履奇緣2：美夢成真》的資料（英文）
- 豆瓣电影上《仙履奇緣2：美夢成真》的資料 （简体中文）
- AllMovie上《仙履奇緣2：美夢成真》的资料（英文）